# Machaerium acutifolium
Machaerium acutifolium  es una especie de leguminosa en la familia Fabaceae. 
Es endémica de Bolivia, Brasil, Perú, Paraguay, Venezuela.

## Nombres comunes
Bastiao, jacarandá pico de pato, moradillo, tipa, guaximbé, corazón negro.

## Descripción
Árbol caducifolio a semicaduco, alcanza de 8-15 m de altura, fuste recto, y 5-9 dm de ancho, corteza escamosa. Hojas compuestas, imparipinadas, alternas, de 6 cm de largo; 9-15-folíolos, glabros, oval lanceolados, de 10-25 mm x 7-10 mm.
Inflorescencia en agrupaciones con 5-35 flores, diminutas, hermafroditas, sésiles, zigomorfas, en panícula terminal; corola amariposada, blanca; 10-estambres monadelfos; ovario piloso, súpero, unicarpelar.
Fruto sámara seca, plana, y ala membranácea, castaño, 5 cm de largo, una semilla ovalada.

## Usos
Por su madera, de color morado oscuro, y vetas pronunciadas. Peso específico de 850 a 950 kg/m³. Para ebanistería, tacos de billar, herramientas manuales.
Internacionalmente recibe el nombre de "Rosewood".